# Bandkeramischer Fundplatz von Imbshausen und Eboldshausen

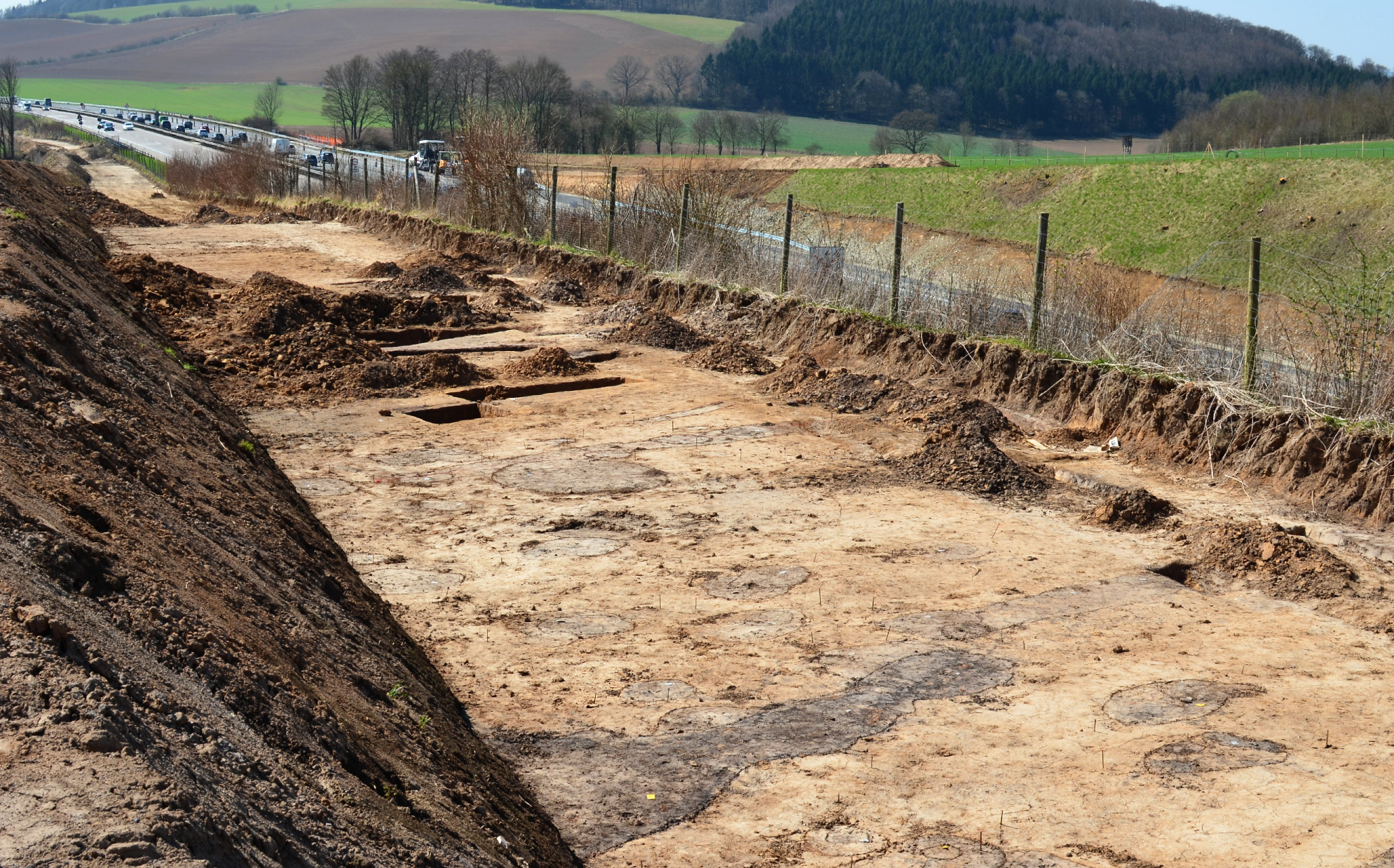
Ausgrabungsstreifen auf der Ostseite der BAB 7 mit Siedlungsresten als markierte Bodenverfärbungen

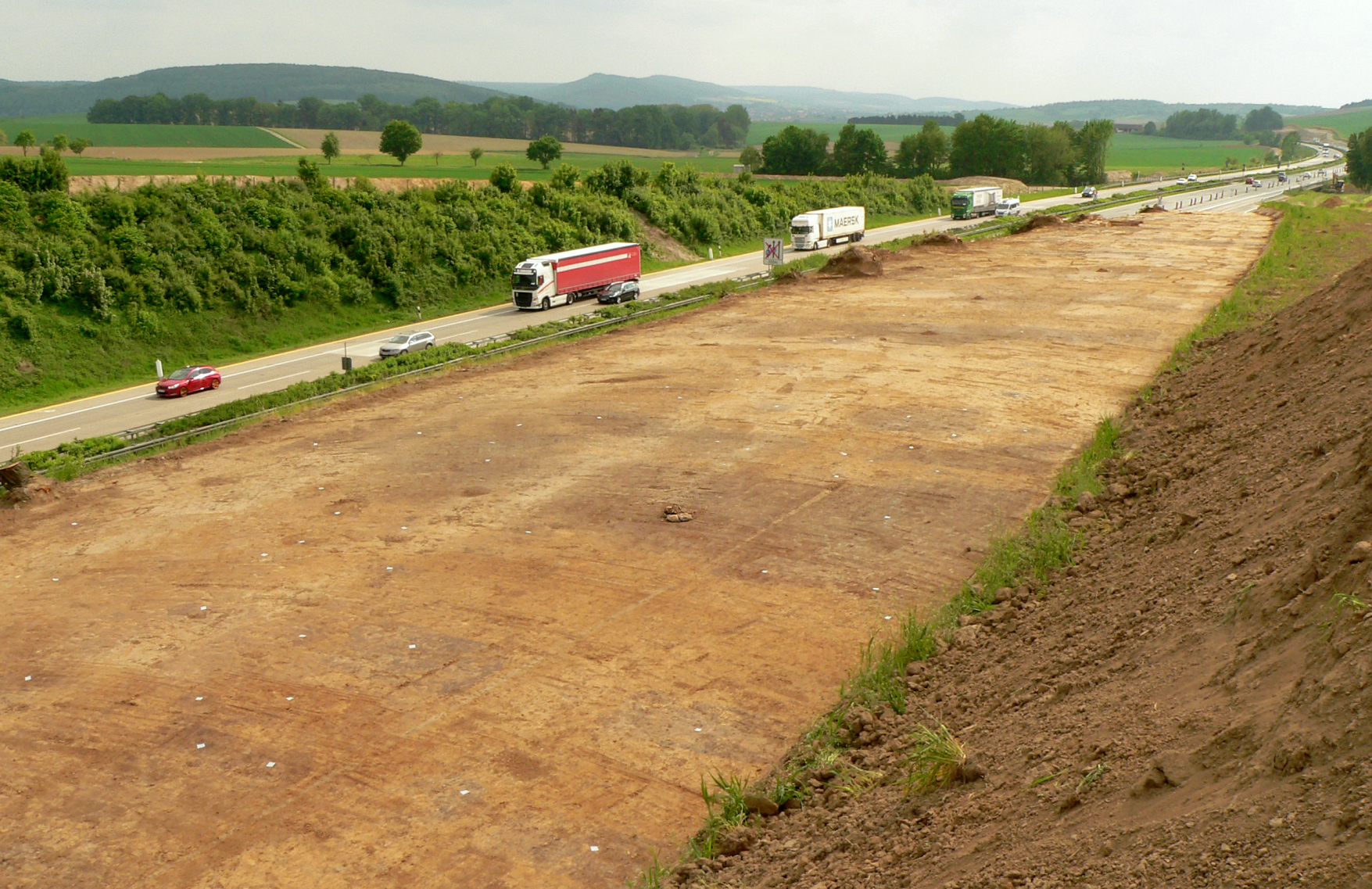
Ausgrabungsstreifen auf der Westseite der BAB 7 mit noch nicht untersuchten Siedlungsresten

Der Bandkeramische Fundplatz von Imbshausen und Eboldshausen ist ein jungsteinzeitlicher Siedlungsplatz im Bereich der heutigen BAB 7 zwischen den Orten Imbshausen und Eboldshausen im Landkreis Northeim. Die Siedlung aus der Zeit um 5200 bis 5000 v. Chr. wird der bandkeramischen Kultur zugerechnet, die sich als erste bäuerliche Kultur ab ca. 5500 v. Chr. in Mitteleuropa verbreitete.

## Lage
Der Fundplatz liegt östlich des Aßberges und südlich des Bierberges auf einer flachen Geländekuppe auf 202 m ü. NHN, über die heute die Autobahn BAB 7 verläuft. Die Funde wurden östlich und westlich der Autobahn gemacht, so dass die Fundstellen je nach Gemeindezugehörigkeit in der archäologischen Fundstellensystematik als Eboldshausen 1 und Imbshausen 53 bezeichnet werden.

## Archäologische Untersuchungen

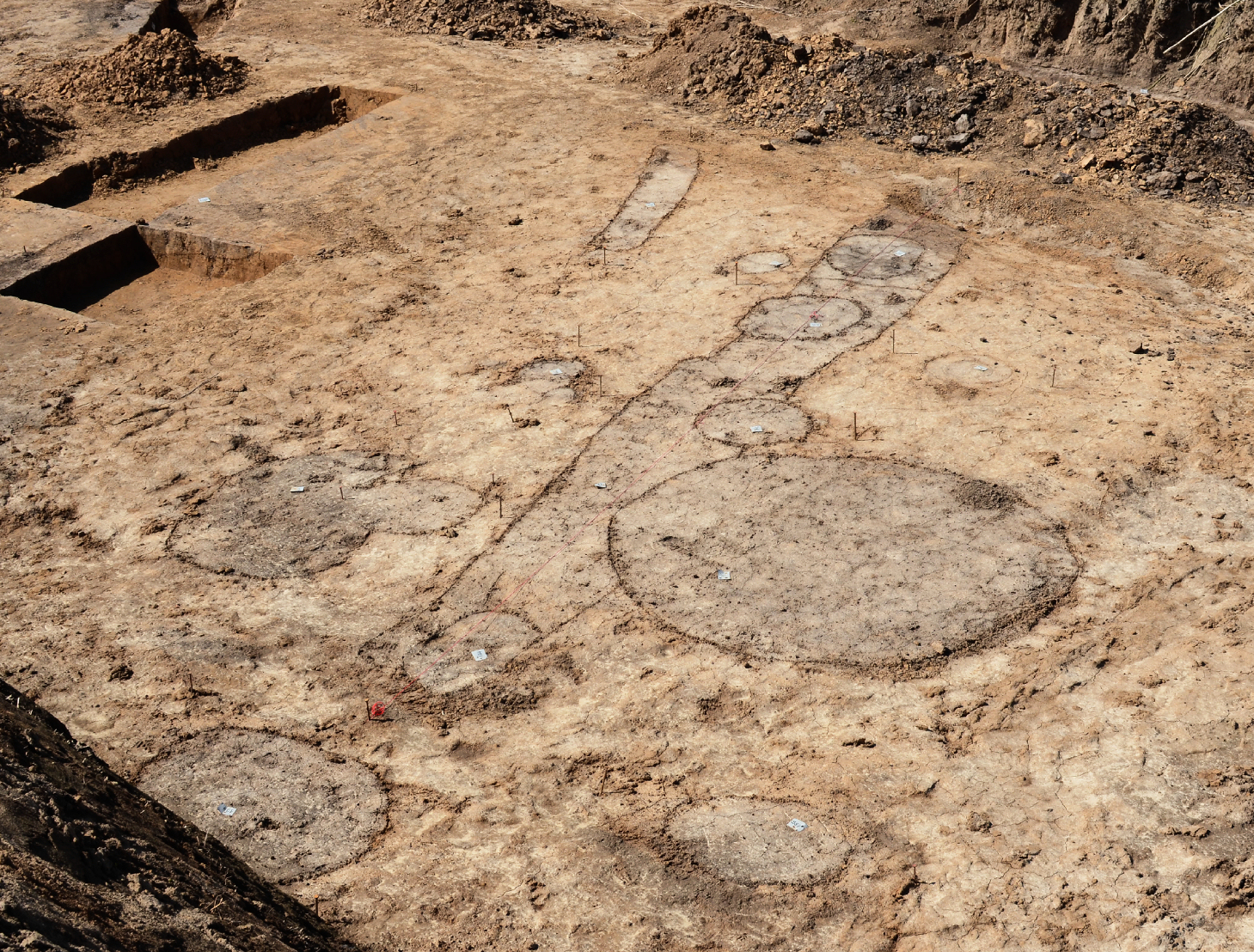
Freigelegte Pfosten- und Abfallgruben im Planum

Erste Hinweise auf den Fundplatz lieferten steinzeitliche Dechseln, die Anfang des 20. Jahrhunderts unweit am Aßberg gefunden wurden. Vor dem Bau der Autobahn BAB 7 führte der Archäologe Martin Claus im Jahr 1956 auf der Autobahntrasse eine Rettungsgrabung durch. Die acht dabei aufgenommenen Befunde ließen eine größere bandkeramische Siedlung vermuten.
Von Ende 2017 bis Anfang 2019 kam es an der Autobahntrasse zu einer erneuten Ausgrabung, die  ein Grabungsunternehmen durchführte. Sie war wegen der Erweiterung der Autobahn auf sechs Fahrstreifen erforderlich. Angeordnet wurde die Ausgrabung vom Niedersächsischen Landesamt für Denkmalpflege und der Kreisarchäologie Northeim, da es sich um eine bekannte Fundstelle handelt, die unter dem Schutz des Niedersächsischen Denkmalschutzgesetzes steht. Laut dem Baukonsortium Via Niedersachsen verzögerten die mehr als 80 Wochen andauernden archäologischen Arbeiten sowie die Umsiedlung von Wasserfledermäusen den Ausbau der Autobahn um ein Jahr.

### Befunde
Die Grabungen erfolgten auf jeweils rund 20 Meter breiten Streifen auf beiden Seiten der Autobahn. Da der Bereich begrenzt war, konnte die vollständige Ausdehnung des Siedlungsplatzes nicht erfasst werden. Die gesamte Grabungsfläche umfasste einen Hektar. Die Befunde erstreckten sich auf eine Länge von 170 Metern auf den beiden Grabungsstreifen entlang der Autobahn. In steileren Hanglagen brachen sie ab und am wasserführenden Hangfuß dünnten sie aus. Auf der Kuppe waren die Befunde durch Bodenerosion zum Teil nicht mehr vorhanden. Bei den Freilegungsarbeiten zeichneten sich nach dem Abtrag des Oberbodens im darunter liegenden Löss Siedlungsreste als dunkle Verfärbungen ab. Stellenweise erstreckten sie sich bis in eine Tiefe von zwei Metern. Bei den Grabungen wurden 1100 Befunde entdeckt, die größtenteils gut erhalten waren. Sie wurden fotografiert, vermessen und dokumentiert, um Erkenntnisse zu Lebensgewohnheiten, Ernährung, Wirtschaft und religiösen Sitten der Menschen zu erlangen.

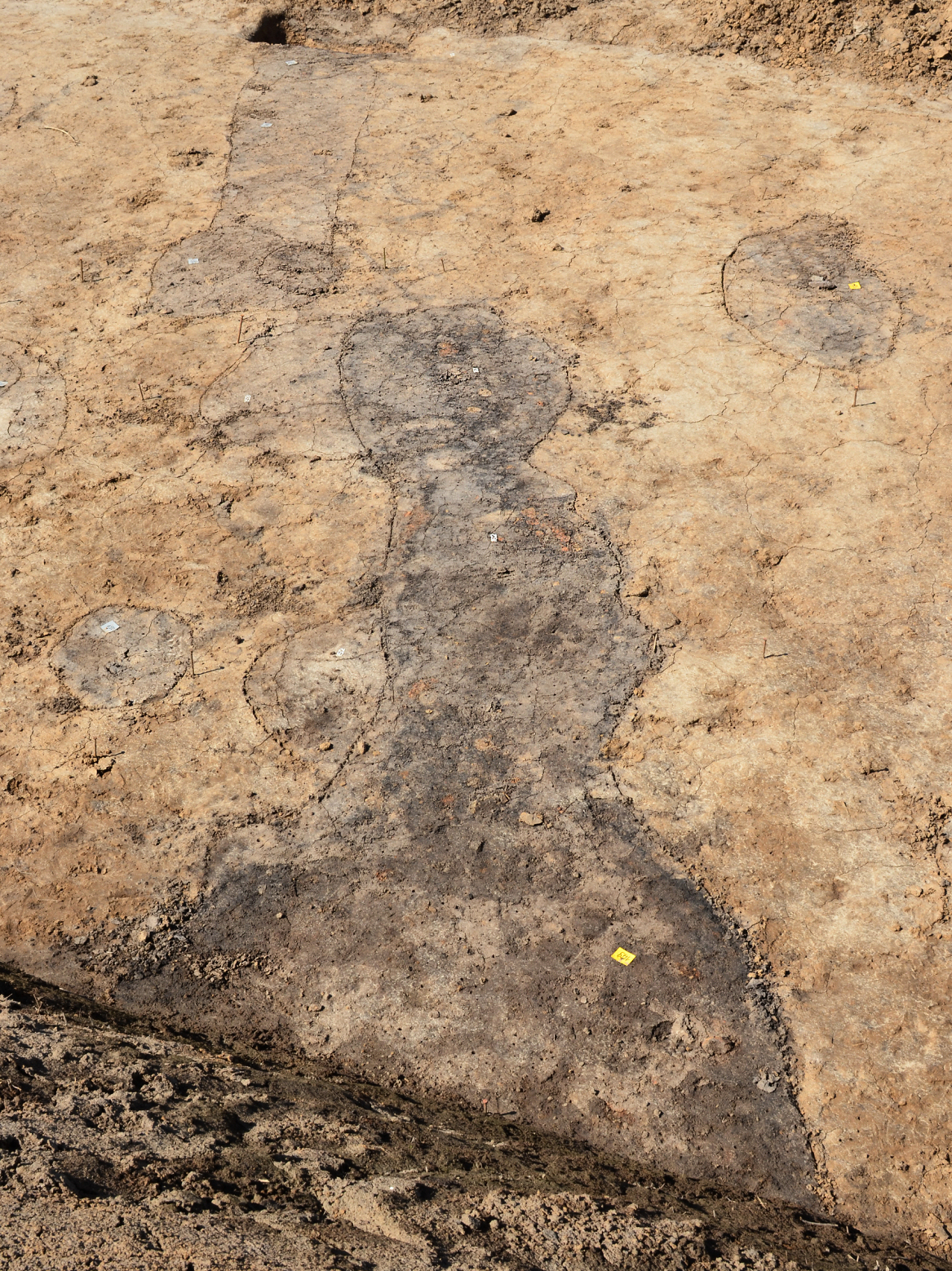
Längliche Abfallgrube im Planum
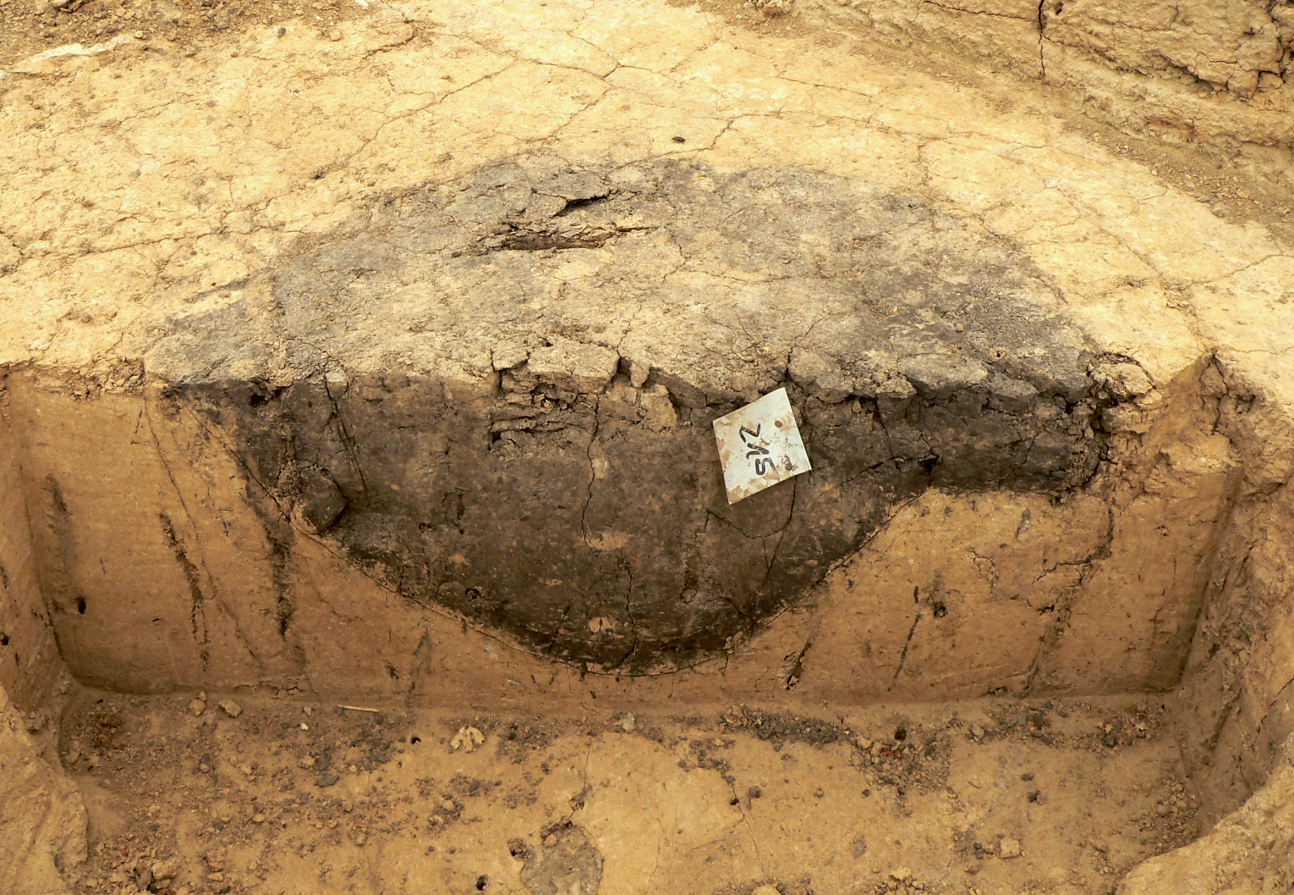
Schnitt durch eine kreisförmige Abfallgrube
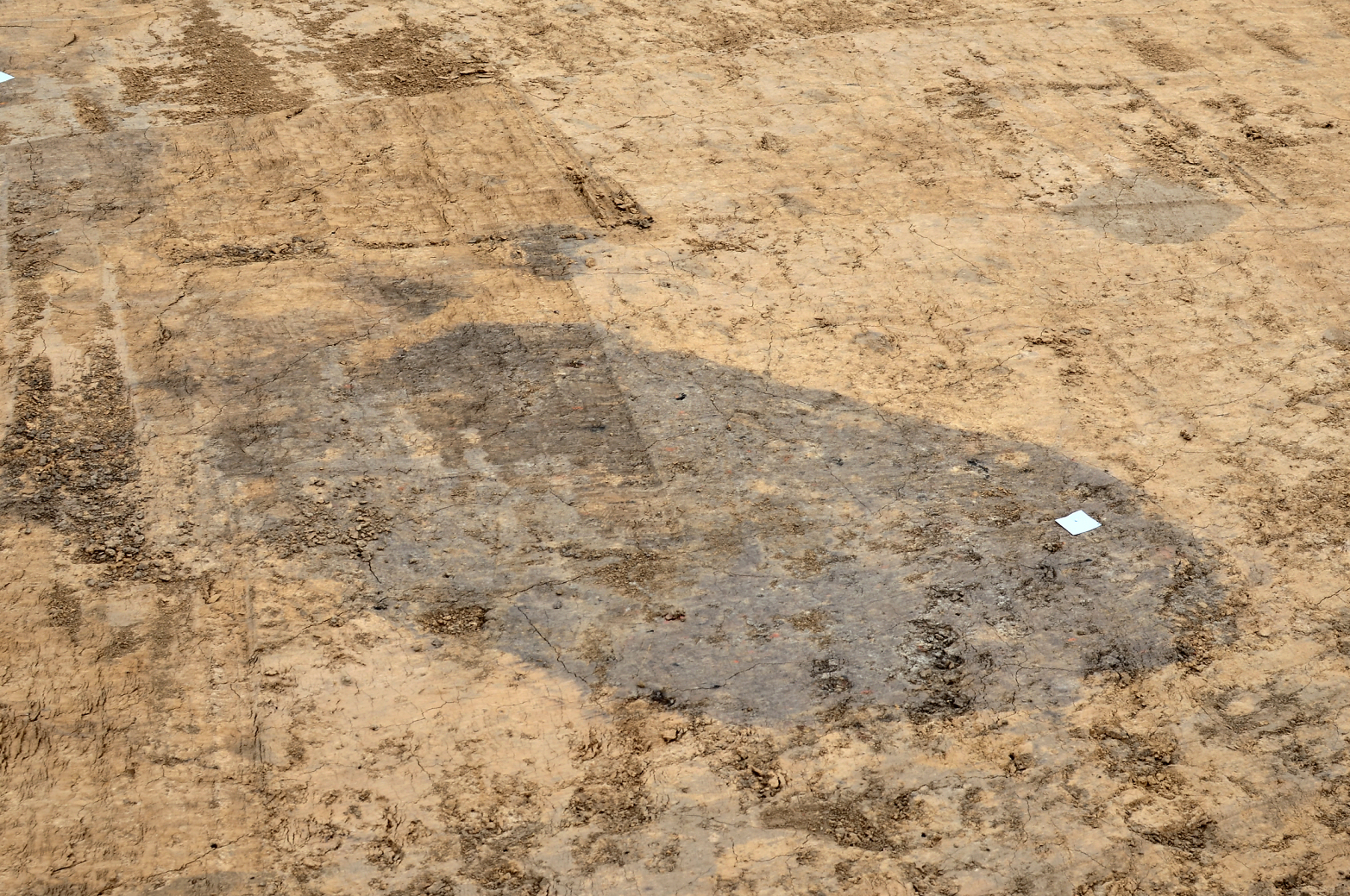
Abfallgrube im Planum
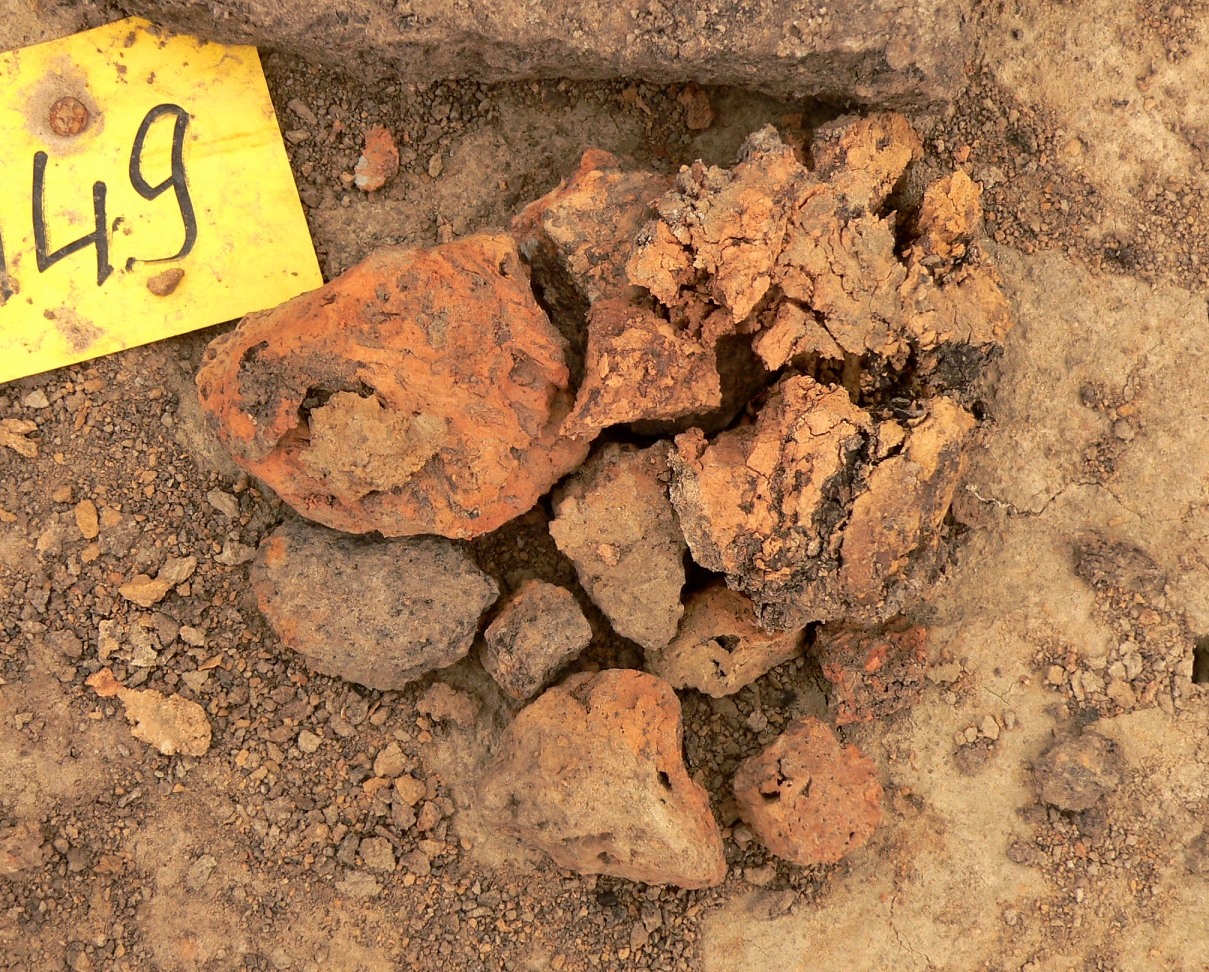
Gefundener Brandlehm

### Funde

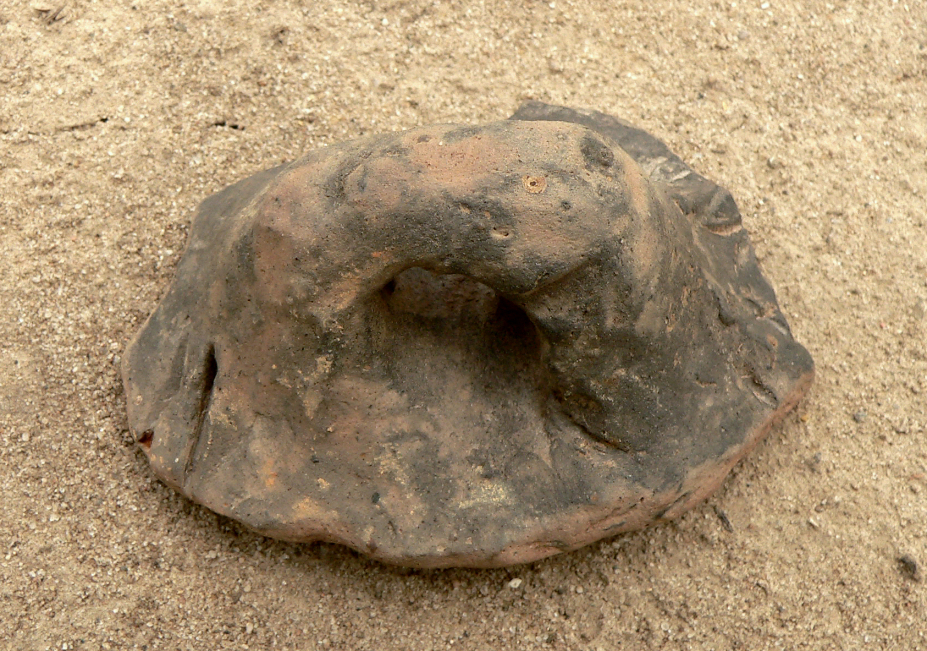
Henkel eines Gefäßes mit Linienverzierungen an den Rändern

Bei den Ausgrabungen wurden nur wenige Fundstücke geborgen. Dazu gehören Fragmente von Mahlsteinen, Steingeräte, Schuhleistenkeile, Beile aus Amphibolit und Fragmente von Feuersteinen. Während die Feuersteinwerkzeuge vor Ort gefertigt wurden, scheinen Geräte und Rohlinge aus Amphibolit aus weiter entfernten Gegenden zu stammen. Die gefundene Gefäßkeramik weist keine verzierten Ränder auf, so dass eine Datierung in die jüngere Linienbandkeramik ausgeschlossen wird.

### Hausgrundrisse

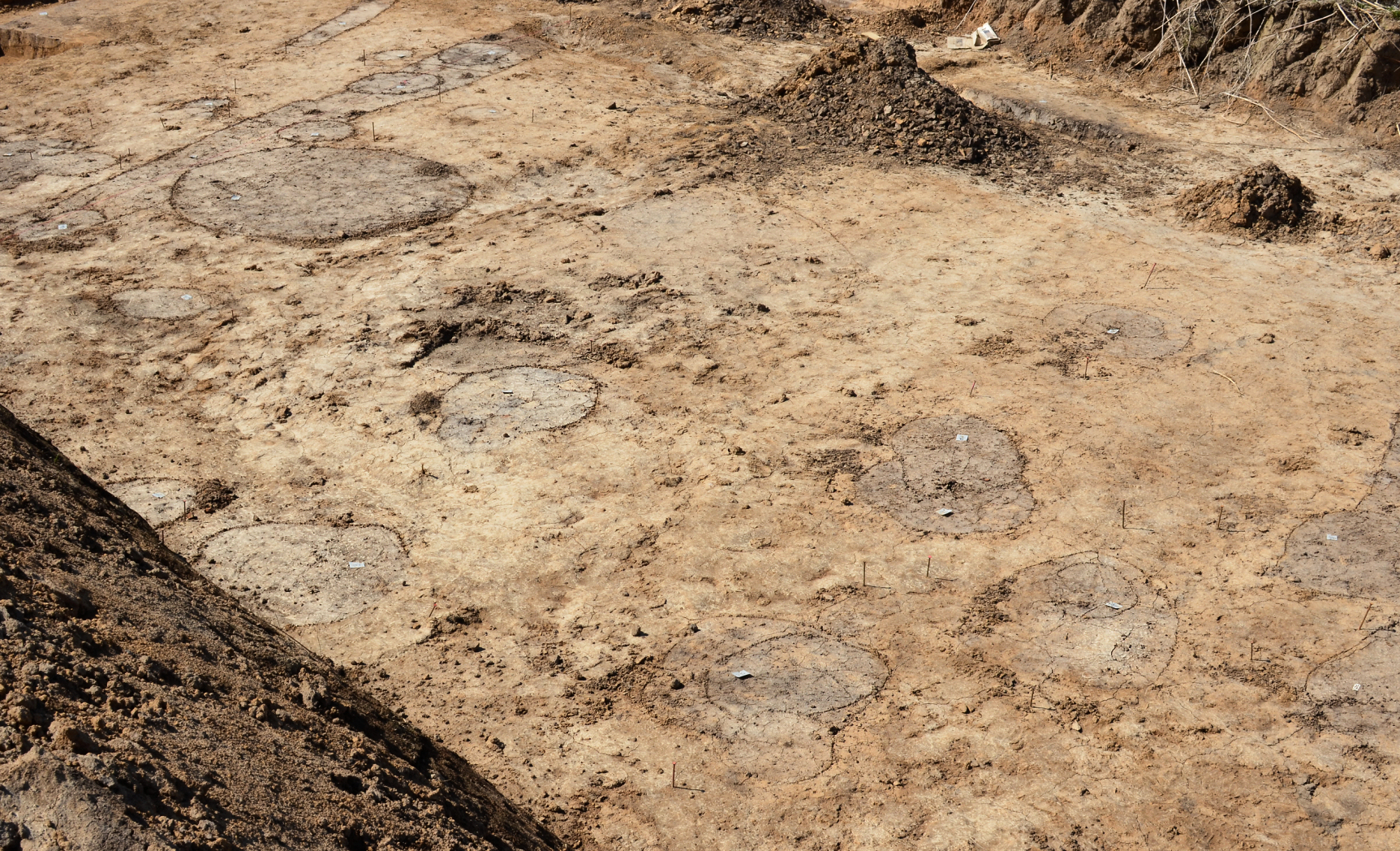
Mehrere Pfostengruben im Planum

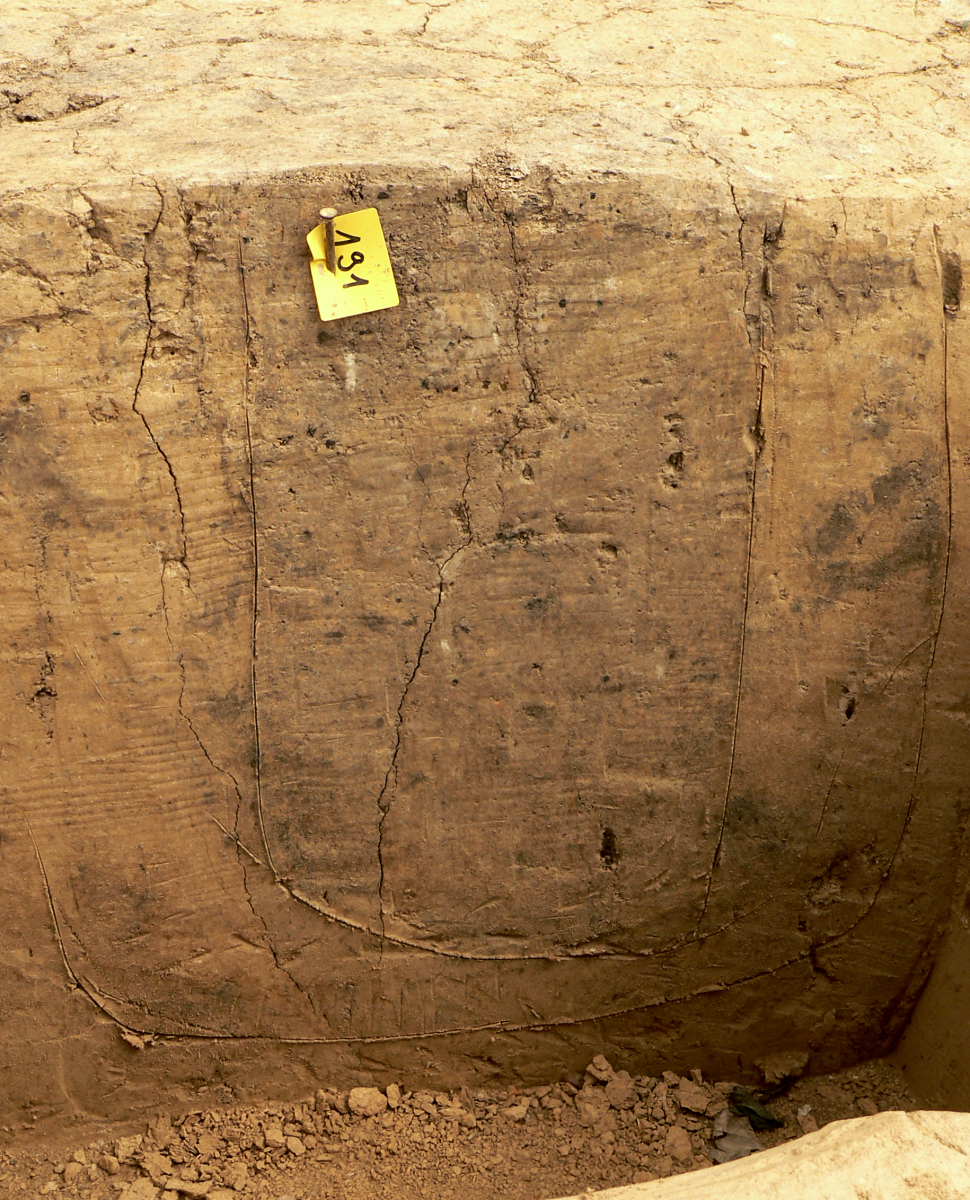
Schnitt durch die Pfostengrube eines Gebäudes

Die meisten Befunde waren Pfostengruben, anhand derer sich die Grundrisse von 16 Langhäusern rekonstruieren ließen. Die Gebäude waren 8 bis 11 Meter breit und mit der Schmalseite in die Hauptwindrichtung ausgerichtet. Wegen des kleinen Grabungsausschnitts konnte kein Gebäude (die zu der Zeit üblicherweise 20 bis 40 Meter lang waren), in vollständiger Längsausdehnung erfasst werden. An den Giebelseiten verfügten die Pfostenhäuser über eine einfache Pfostenreihe, deren Pfosten bis zu einem Meter tief eingegraben waren. An der Längsseite weisen die Hausgrundrisse außen eine Doppelpfostenreihe auf, die im Abstand von einem Meter gesetzt waren. Die inneren Pfosten waren vermutlich mit Flechtwerk umgeben, das mit Lösslehm verstrichen war und die Innenwand bildete. In einigen Fällen wurde an den Innenwänden ein Wandgräbchen beobachtet. Im Gebäudeinneren gab es drei Längsreihen von Pfostenreihen, die die Dachkonstruktion trugen. Einzelne Gebäude zeigten bei der Pfostenposition das Konstruktionsmerkmal der Y-Stellung, das als charakteristisches Merkmal der frühen Linienbandkeramik gilt. Hinweise auf Feuerstellen wurden nicht gefunden; es gab lediglich Funde von Brandlehm, was auf abgebrannte Gebäude hinweist.
Die Gebäudegrundrisse lagen parallel zueinander in Art einer Reihenhaussiedlung mit Abständen von 3 bis 14 Metern. Da die Gebäude nicht alle zur gleichen Zeit bestanden, gab es keine enge Zeilenbebauung, sondern eine lockere Bebauung von parallel stehenden Gebäuden. Vermutlich errichteten die Bewohner nach der Aufgabe ihres alten Hauses ein neues direkt daneben. Die Nutzungsdauer derartiger Gebäude wird auf ein bis zwei Generationen bzw. auf 25 bis 50 Jahre geschätzt.
Die Längsseiten der Gebäude waren von hausbegleitenden Gruben flankiert, was typisch für linienbandkeramische Gebäude ist. Sie dienten der Materialentnahme für den Hausbau. Die entdeckten Vorratsgruben waren zylindrisch geformt und enthielten keine Getreidereste.

## Ergebnis
Die archäologischen Untersuchungen belegen einen Siedlungsplatz der bandkeramischen Kultur aus der Zeit um 5200 bis 5000 v. Chr. Archäologen datieren ihn anhand der Gefäßkeramik in die ältere bis mittlere Linienbandkeramik. Der Fundplatz zählt zu den größten und am besten erhaltenen bandkeramischen Siedlungen in Südniedersachsen. Er steht im Zusammenhang mit der Landnahme durch erste bäuerliche Kulturen im Leinetal und in den angrenzenden Beckenlandschaften, wie dem Moringer und dem Kalefelder Becken.